# Мусін Рашид Мусінович
Рашид Мусінович Мусін (12 листопада 1927, село Чатра Топорнінського району Башкирської АРСР, тепер Кушнаренковського району Башкортостану, Російська Федерація — 2 жовтня 1982, місто Казань, тепер Татарстан, Російська Федерація) — радянський державний діяч, 1-й секретар Татарського обкому КПРС, 1-й секретар Казанського міськкому КПРС. Член ЦК КПРС у 1981—1982 роках. Депутат Верховної Ради СРСР 8—10-го скликань. Член Президії Верховної Ради СРСР 10-го скликання (1980—1982).

## Життєпис
У 1950 році закінчив Московський енергетичний інститут.
У 1950—1952 роках — змінний майстер, бригадир, черговий інженер Казанської теплової електростанції № 1 (ТЕЦ-1) Татарської АРСР.
Член КПРС з 1952 року.
У 1953—1956 роках — секретар партійного бюро Казанської ТЕЦ-1.
У 1956—1957 роках — директор Казанської теплової електростанції № 1 (ТЕЦ-1).
У 1957—1961 роках — секретар партійного комітету Ради народного господарства Татарського економічного адміністративного району. Одночасно у 1958—1961 роках — заступник голови Ради народного господарства Татарського економічного адміністративного району.
У 1961 — листопаді 1979 року — 1-й секретар Казанського міського комітету КПРС Татарської АРСР.
2 листопада 1979 — 2 жовтня 1982 року — 1-й секретар Татарського обласного комітету КПРС.
Помер 2 жовтня 1982 року. Похований на Арському кладовищі в місті Казані.

## Нагороди і звання
- орден Леніна
- орден Жовтневої Революції
- два ордени Трудового Червоного Прапора
- медалі